# Lullaby (nouvelle)
Pour les articles homonymes, voir Lullaby.
Lullaby est une nouvelle de J. M. G. Le Clézio.
Elle parait originellement dans le recueil Mondo et autres histoires (1978), avant d'être rééditée sous forme de roman pour la jeunesse dans la collection Folio Junior.

## Résumé
Lullaby est une jeune fille fascinée par la mer et qui adore la nature. Elle choisit un jour de ne plus aller au lycée, de partir se promener et de découvrir le monde qui l'entoure. Dans sa fugue, se liant d'amitié avec un jeune garçon, elle va aller de découvertes en découvertes. Pourtant, un jour, il faudra revenir au lycée. Qui voudra croire à son étrange voyage ?  